# شهرستان والچدرام
شهرستان والچدرام (به بلغاری: Valchedram Municipality) یک شهرستان در بلغارستان است که در استان مونتانا واقع شده‌است. شهرستان والچدرام ۴۲۹ کیلومتر مربع مساحت و ۹٬۷۷۱ نفر جمعیت دارد.